# Sally Wyatt
Sally M.E. Wyatt (Toronto, 12 mei 1959) is een Canadees-Brits econoom, wetenschaps- en techniekfilosoof, en wetenschapssocioloog. Wyatt is gespecialiseerd in de impact van digitalisering op de samenleving en is onder andere hoogleraar aan de Universiteit Maastricht en senior-onderzoeker aan het Huygens Instituut. Haar bijdragen op het gebied van technologisch determinisme (gevolgen van het afwijzen van technologische vooruitgang) en e-health (circulatie van genetische data via internet) worden internationaal erkend.

## Loopbaan

### Opleiding en vroege loopbaan
Sally Wyatt werd geboren als jongste van vier kinderen in North York, een stadsdeel van de Canadese metropool Toronto. Haar vader was kernenergie-ingenieur; haar moeder schrijfster. Ze studeerde economie aan de Engelstalige McGill-universiteit in Montreal, waar ze in 1976, zeventien jaar oud, haar bachelorsgraad verkreeg. Daarna studeerde ze aan de Universiteit van Sussex, nabij Brighton, Engeland, waar ze in 1979 haar master haalde.
Van 1980 tot 1986 was Wyatt werkzaam bij de Science Policy Research Unit (SPRU) van de Universiteit van Sussex (1980-1984), daarna twee jaar bij de Britse Economic and Social Research Council (ESRC) in Swindon (1986-1988) en twee jaar bij de Universiteit van Brighton (1988-1990). Vervolgens was ze bijna tien jaar verbonden aan het Department of Innovation Studies van de Universiteit van East London (1990-1999), voordat ze in 1999 Londen verruilde voor Amsterdam.
Sinds midden jaren 1980 bestudeert Wyatt sociale en politieke kwesties die samenhangen met digitale technologieën. In 1998 promoveerde ze aan de Universiteit Maastricht (UM) onder begeleiding van professor Wiebe Bijker op een proefschrift getiteld: Technology's arrow: developing information networks for public administration in Britain and the United States.

### Verdere loopbaan
In Amsterdam werkte ze eerst bij de Universiteit van Amsterdam (1999-2006) en daarna bij de Koninklijke Nederlandse Akademie van Wetenschappen (KNAW), waar ze onder andere leiding gaf aan het programma e-Humanities (2006-2017). Daarnaast coördineerde ze PhD-trainingen aan de Nederlandse onderzoeksschool voor Wetenschap, Techniek en Moderne Cultuur (WTMC) (2005-2010) en was ze betrokken bij het European Master's Programme on Society, Science and Technology (ESST), onder andere als internationaal coördinator (1996-1999) en als directeur (2008-2011). Van het WTMC was ze eveneens enige jaren directeur (2011-2017). Wyatt is tevens coördinator van het Digital Society initiative van de Vereniging van Universiteiten (VSNU) en was president van de European Association for the Study of Science and Technology (EASST).
In 2008 werd Wyatt benoemd tot buitengewoon hoogleraar Digitale Culturen in Ontwikkeling (Digital Cultures and Development) aan de Faculty of Arts and Social Sciences (FASoS) van de Universiteit Maastricht. Haar inaugurele rede was getiteld: Challenging the Digital Imperative. Op 26 januari 2018 verzorgde prof. dr. Wyatt, samen met de eveneens uit Canada afkomstige prof. dr. Michel Dumontier, de dies-lezing van de UM. Wyatts lezing was getiteld: Where is the knowledge we have lost in data?; Dumontiers lezing betrof A social and technological infrastructure for data-driven science. Na de lezing traden beiden op als erepromotors van de nieuwe eredoctoren, Lucy Suchman en Carole Goble. Samen met Dumontier zette Wyatt, eveneens in 2018, de bachelor-opleiding Digital Society aan de Maastrichtse universiteit op.

## Publicaties
Wyatt heeft anno 2021 circa 250 wetenschappelijke artikelen (mede)gepubliceerd, die meer dan 5500 keer zijn geciteerd. Haar Hirsch-index bedroeg in hetzelfde jaar 36. Een selectie van door haar geschreven boeken:
- 1988: Multinationals and industrial property: the control of the world's technology (met Gilles Y. Bertin). ISBN 9780391035829.
- 1998: Technology's arrow: developing information networks for public administration in Britain and the United States. ISBN 9789052782409.
- 2000: Technology and in/equality questioning the information society. ISBN 9780203134504.
- 2010: Configuring health consumers: health work and the imperative of personal responsibility (met Roma Harris & Nadine Wathen).
- 2013: Virtual knowledge: experimenting in the humanities and the social sciences (met Anne Beaulieu, Andrea Scharnhorst & Paul Wouters). ISBN 9780262517911.
- 2016: CyberGenetics. Health Genetics and New Media (met Anna Harris & Susan Kelly). ISBN 9781138351936

## Privé
Wyatt woont met haar partner, de wetenschapsfilosoof Hans Radder, in Amsterdam (situatie medio 2017). Ze is meertalig, leest graag en kijkt regelmatig voetbal.